# Katarantus
Catharanthus је род Скривеносеменице из фамилије Apocynaceae. Постоји осам врста. Седам је Ендемско за Мадагаскар, док је једна, C. roseus, широко натурализована широм света.

## Врсте
- Catharanthus coriaceus Markgr.
- Catharanthus lanceus (Bojer ex A.DC.) Pichon
- Catharanthus longifolius (Pichon) Pichon
- Catharanthus ovalis Markgr.
- Catharanthus pusillus (Murray) G.Don.
- Catharanthus roseus (L.) G.Don.
- Catharanthus scitulus (Pichon) Pichon